# Monte Vegas

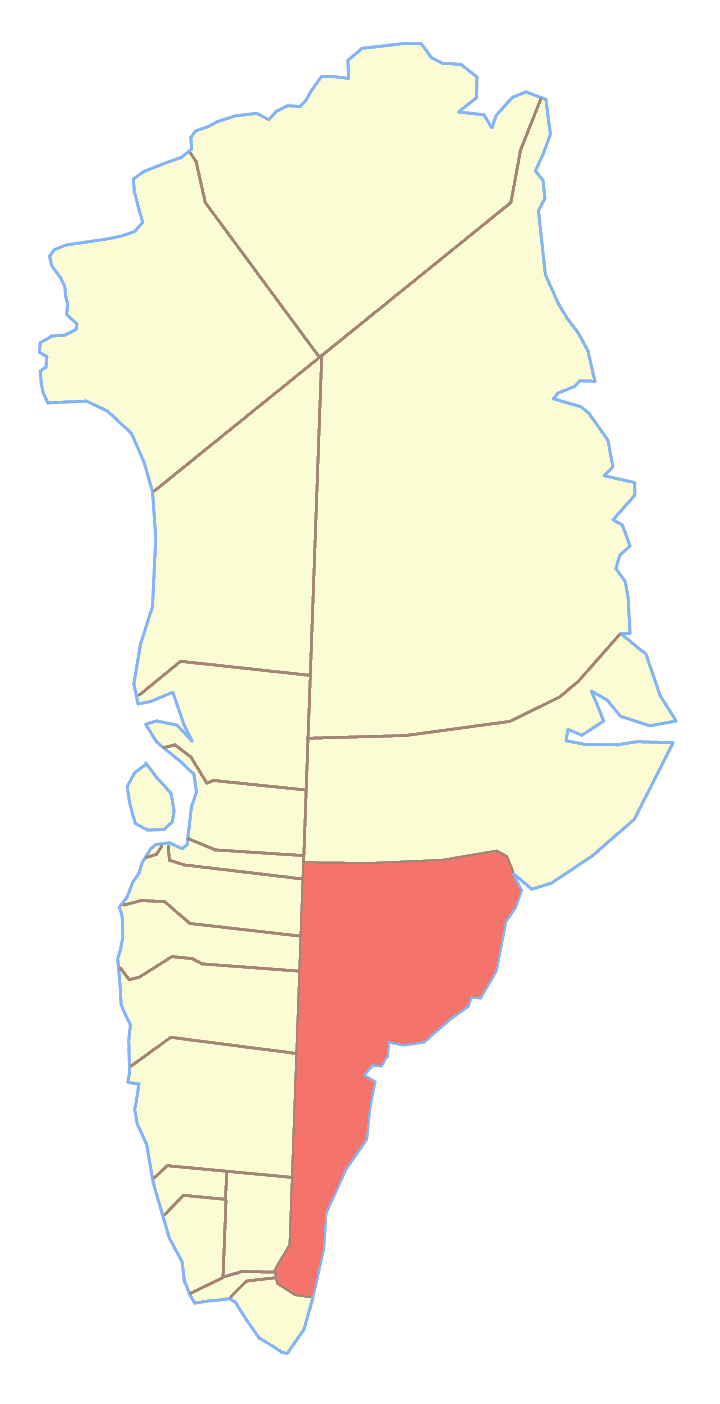
Ex comune di Ammassalik, dove si trovava il Monte Vegas

Il monte Vegas (in danese: Vegas Fjeld) è una montagna della Groenlandia di 1096 m. Si trova a 65°41'N 37°44'O; appartiene al comune di Sermersooq.